# Ian Hanmore

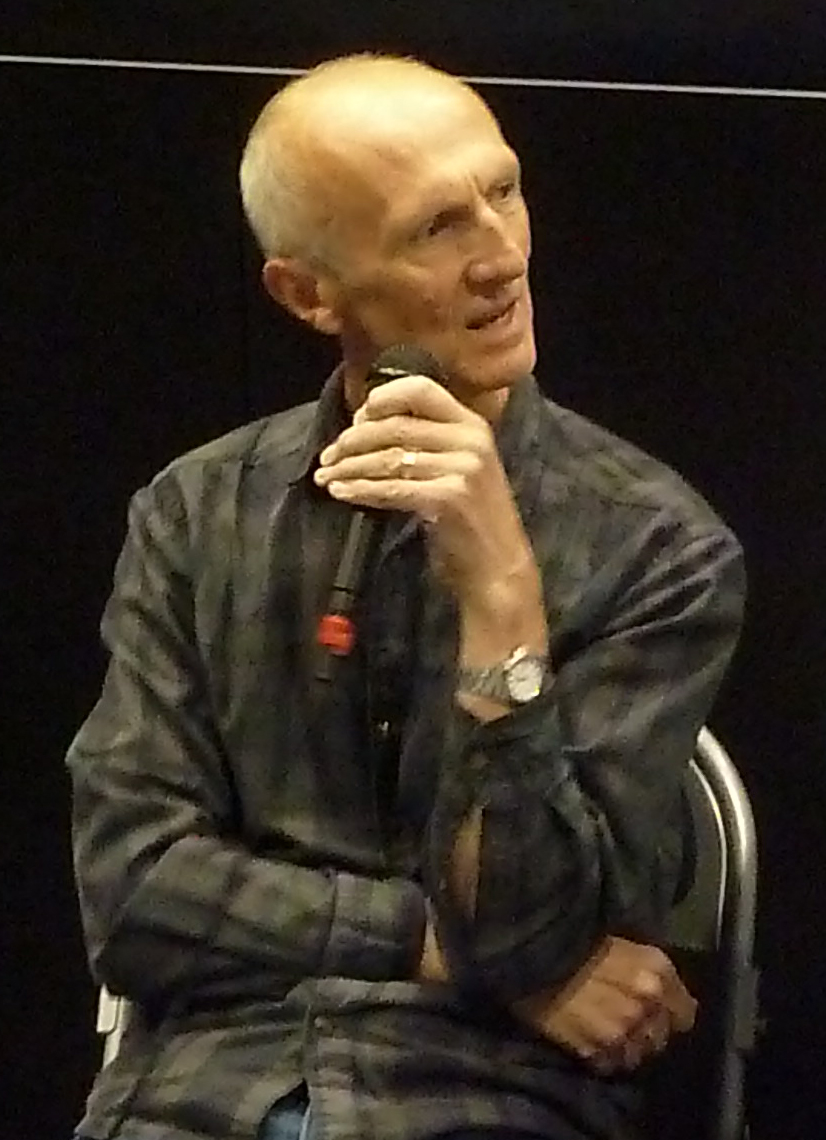
Ian Hanmore (2014)

Ian Hanmore (* 24. März 1945 in Edinburgh) ist ein schottischer Schauspieler.

## Leben
Hanmores erste Rolle in einem Kinofilm war in Albert Pyuns Serial Killer aus dem Jahr 1998 an der Seite von Charlie Sheen. Es folgten unter anderem Rollen in Peter Mullans Die unbarmherzigen Schwestern im Jahr 2002 und David Mackenzies Young Adam – Dunkle Leidenschaft 2003.
Auch in zahlreichen Fernsehproduktionen wirkte er mit. Genannt seien beispielsweise die Serien Doctor Who, Waking the Dead – Im Auftrag der Toten und Game of Thrones.

## Filmografie
Film
- 1998: Serial Killer (Post Mortem)
- 1999: Women Talking Dirty
- 2002: Die unbarmherzigen Schwestern (The Magdalene Sisters)
- 2003: Young Adam
- 2003: Solid Air
- 2003: The Ticking Man
- 2005: Retribution
- 2005: Lady Henderson präsentiert (Mrs Henderson Presents)
- 2005: Ein Trauzeuge zum Verlieben (The Best Man)
- 2011: The Awakening
- 2012: Citadel
- 2013: Mary Queen of Scots
- 2025: Mickey 17
- 2025: In the Lost Lands

Fernsehen
- 1999: Split Second
- 2000: Donovan Quick
- 2001: Two Thousand Acres of Sky (Fernsehserie, 2 Episoden)
- 2001: Gas Attack
- 2001: Terry McIntyre (Fernsehserie, eine Episode)
- 2001: Monarch of the Glen (Fernsehserie, eine Episode)
- 2002: The Book Group (Fernsehserie, 2 Episoden)
- 2003: Doppelspitze (The Deal)
- 2004: Outlaws (Fernsehserie, 3 Episoden)
- 2005: No Angels (Fernsehserie, eine Episode)
- 2006: Doctor Who (Fernsehserie, eine Episode)
- 2006: Vital Signs (Fernsehserie, eine Episode)
- 2007: Life on Mars – Gefangen in den 70ern (Life on Mars, Fernsehserie, eine Episode)
- 2007: Still Game (Fernsehserie, eine Episode)
- 2007: Dear Green Place (Fernsehserie, eine Episode)
- 2009: Shameless (Fernsehserie, eine Episode)
- 2011: Waking the Dead – Im Auftrag der Toten (Waking the Dead, Fernsehserie, eine Episode)
- 2011: The Fades (Fernsehserie, 4 Episoden)
- 2012: Game of Thrones (Fernsehserie, 4 Episoden)
- 2015: Outlander (Fernsehserie, eine Episode)
- 2019: Carnival Row (Fernsehserie, 2 Episoden)